# Lanthanocephalus
Lanthanocephalus is een geslacht van neteldieren uit de klasse van de Anthozoa (bloemdieren).

## Soort
- Lanthanocephalus clandestinus Williams & Starmer, 2000